# Sára yorki hercegné
Sára Margit yorki hercegné (London, 1959. október 15.–) lánykori nevén Sarah Margaret Ferguson) brit író, producer, televíziós személyiség és számos alapítvány védnöke. 1986 és 1996 között András yorki herceg, II. Erzsébet brit királynő és Fülöp edinburgh-i herceg második fiának felesége volt. Nagy-Britanniában általában Fergie néven utalnak rá, amely a Ferguson nevű emberek elterjedt beceneve.

## Élete
Sarah Margaret Ferguson néven született 1959-ben, szülei Ronald Ferguson őrnagy és első felesége, Susan Mary Wright. Szülei 1972-ben elváltak és anyja új férjével Argentínába költözött. Sarah a család birtokában lévő Dummer Down Farmon nőtt fel (Dummer, Hampshire). Apja újraházasodott és még három gyermeke született.

## Házassága

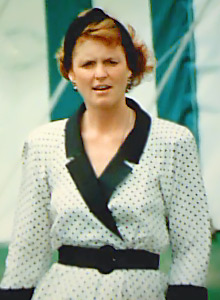
Sára yorki hercegné az 1991-es Royal Welsh Show alkalmából

1986. március 17-énAndrás yorki herceg (II. Erzsébet királynő és Fülöp edinburgh-i herceg második fia) és Sarah Ferguson bejelentették eljegyzésüket. Egy évvel korábban a Windsor-kastély egyik partiján találkoztak.
Miután megkapták a királynő hozzájárulását (amely az 1772-es Királyi Házasságok Törvény értelmében kötelező az uralkodó gyermekeinek) András herceg és Sarah esküvőjére a Westminsteri Apátsági Templomban került sor 1986. július 23-án. Az esküvő alkalmából a királynő a York hercege címet adományozta fiának, és újdonsült felesége a házasság révén yorki hercegné lett (hivatalos címe Ő királyi fensége, York hercegnéja). A házasság tartama alatt Nagy-Britannia királyi hercegnőjének számított, amit a válás után elvesztett és csak a yorki hercegné címet tarthatta meg. Amennyiben újraházasodik, Sára elvesztené a jogot a "yorki hercegné" cím használatához is.
András és Sára házasságából két gyermek született: Beatrice és Eugénie (mindketten királyi hercegnők).

### A házasság vége
1991-re a házasság megromlott és amíg András katonai karrierje miatt gyakran volt távol, Sárát gyakran látták más férfiak, elsősorban a texasi milliomos, Steve Wyatt társaságában. András herceg és a yorki hercegné 1992. március 19-én jelentették be, hogy hivatalosan is különköltöztek.
1992. augusztusban a hercegnőről félmeztelen képek készültek, amint John Bryan, amerikai bankár társaságában napozott és amelyeket a brit Daily Mirror pletykalap leközölt. A hercegné egész Angliában nevetség tárgya volt, számos oldalról érte bírálat, ami még jobban hozzájárult a királyi családtól való elidegenedéséhez. Négyévi különélés után a pár 1996-ban jelentette be a házasság végét. Kapcsolatukról 1992-ben film is készült, Fergie és Andrew - Botrány az udvarban címmel.

## A házasság után

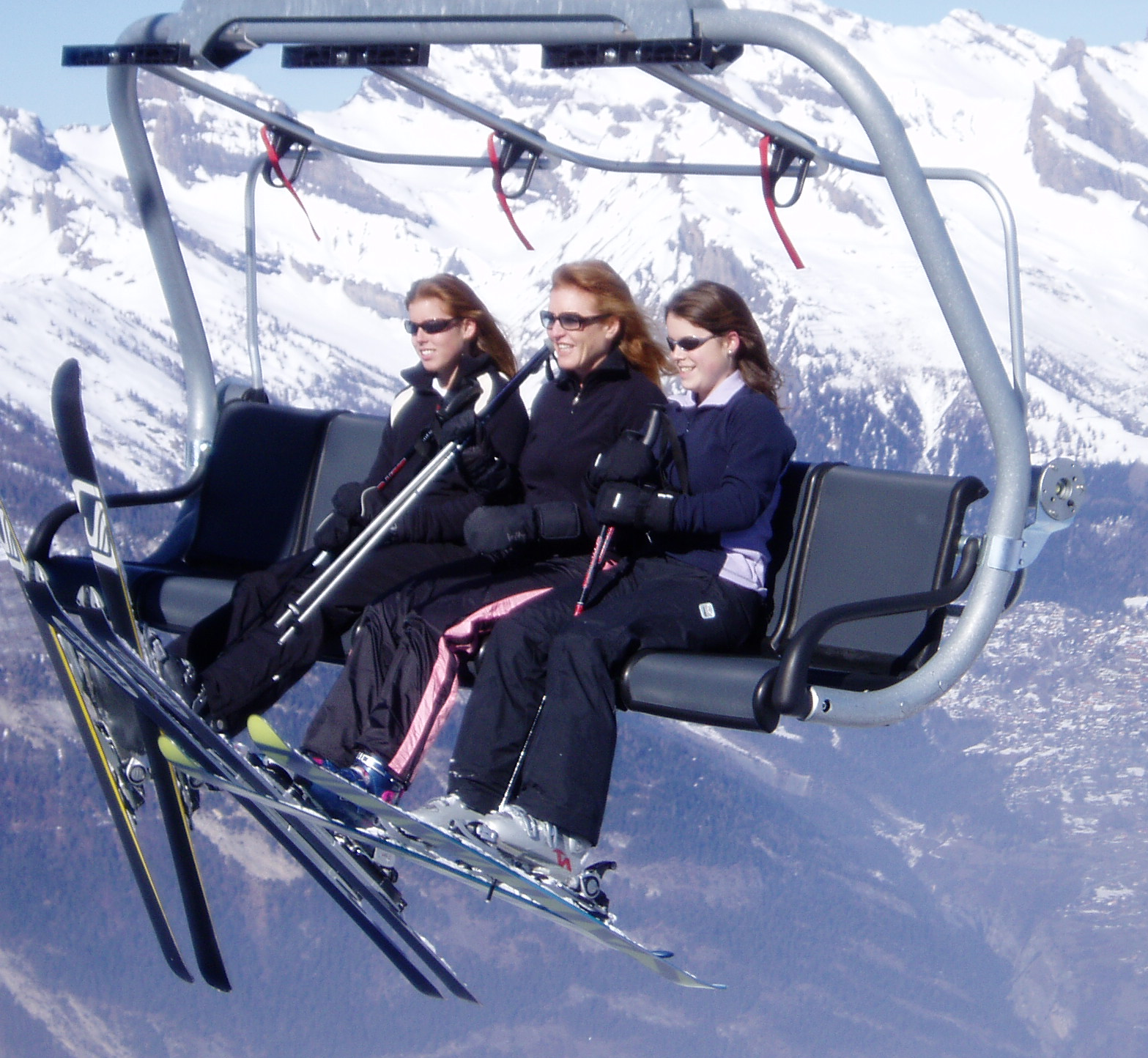
Sára és lányai 2004-ben

Míg házassága alatt testsúlya miatt (a pletykalapok rendszeresen "Duchess of Pork" néven utaltak rá), a házasság után viszont extravagáns életstílusa miatt érték bírálatok. Sára nem követelt magának feleségtartást a válás során, abban reménykedve, hogy fenn tudja tartani baráti kapcsolatát András herceggel és a királyi családdal. A válás után kereskedelmi és médiakarriert kezdett az Egyesült Államokban. Miután lefogyott, a Weight Watchers International szóvivője lett, de dolgozott az Avonnal is.
2004-ig András herceg és Sára egy fedél alatt, a Sunninghill Park királyi rezidencián laktak Berkshire-ben. Ebben az évben a herceg átköltözött a Royal Lodge-ba, amely 2002-es haláláig nagyanyja, Erzsébet anyakirályné rezidenciája volt. 2007-ben Sára kibérelte a Dolphin House-t és lényegében a herceg szomszédja lett. 2008-ban a Dolphin House-ban tűz ütött ki és a helyreállítási munkák idejére Sára ismét volt férjével egy fedél alá költözött - bár külön lakrészt foglalnak el a Royal Lodge-ban.
2008-ban Sárát II. Erzsébet királynő meghívta, hogy töltsön egy hétvégét a királyi család nyári rezidenciáján, a skóciai Balmoral-kastélyban. A meghívás megtörte a jeget Sára és a királyi család között, feltehetően azért, mert kapcsolata András herceggel ismét szorosabbra fűződött. Azonban Sára nem volt a Vilmos herceg és Kate Middleton esküvőjére meghívott 1900 vendég között.

## Címei és megszólítása
- 1959. október 15. – 1986. július 23.: Miss Sarah Ferguson (házassága előtt)
- 1986. július 23. – 1996. május 30.: Ő királyi fensége a yorki hercegné (házassága idején)
- 1996. május 30. – 1996. augusztus 21.: Ő királyi fensége Sára yorki hercegné (válása után)
- 1996. augusztus 21. – : Sára yorki hercegné

Sára hivatalos megnevezése házassága alatt (a királyi családba házasodó polgári személyekhez hasonlóan) Ő királyi fensége András Albert Krisztián Eduárd hercegné, York hercegnéje, Inverness grófnéja, Killyleagh bárónéja.
A válás után rövid ideig megtarthatta az Ő királyi fensége megszólítást, azonban 1996. augusztus 21-én királyi rendeletben megfosztották ettől a címtől és csak a "yorki hercegné" címet viselheti, azonban ezt is csak addig, amíg újra férjhez nem megy.